# 茶亭乡 (盐亭县)
茶亭乡，是中华人民共和国四川省绵阳市盐亭县曾经下辖的一个乡。2019年12月，撤销茶亭乡，将其所属行政区域划归岐伯镇管辖。

## 行政区划
茶亭乡撤销前下辖以下地区：
麒阳村、前头村、樟禄村、燕来村、广福村、龙前村、天池村和英雄村。